# مبروک روایی
مبروک روایی (انگلیسی: Mabrouk Rouaï؛ زادهٔ ۱ نوامبر ۲۰۰۰) بازیکن فوتبال اهل فرانسه است.